# Uładzimir Adaszkiewicz (ur. 1949)
Uładzimir Sciapanawicz Adaszkiewicz (biał. Уладзімiр Сцяпанавіч Адашкевіч, ros. Владимир Степанович Адашкевич, Władimir Stiepanowicz Adaszkiewicz; ur. 11 listopada 1949 w Kozłowszczyźnie w rejonie oszmiańskim) – białoruski agronom, działacz państwowy i polityk, deputowany do Izby Reprezentantów Zgromadzenia Narodowego Republiki Białorusi III i IV kadencji; kandydat nauk socjologicznych (odpowiednik polskiego stopnia doktora).

## Życiorys
Urodził się 11 listopada 1949 roku we wsi Kozłowszczyzna, w rejonie oszmiańskim obwodu mołodeczańskiego Białoruskiej SRR, ZSRR. Ukończył Białoruską Państwową Akademię Gospodarstwa Wiejskiego, Mińską Wyższą Szkołę Partyjną, Akademię Gospodarki Narodowej przy Rządzie Federacji Rosyjskiej. Posiada wykształcenie agronoma i stopień kandydata nauk socjologicznych (odpowiednik polskiego stopnia doktora).
Pracę rozpoczął jako główny agronom kołchozu im. Kujbyszewa w rejonie sławogradzkim. Następnie pracował jako przewodniczący kołchozów „Gwiazda” i „Świt” w tym samym rejonie, wiceprzewodniczący i szef zarządu gospodarki wiejskiej, przewodniczący rejonowego zjednoczenia przemysłu rolnego Sławogradzkiego Rejonowego Komitetu Wykonawczego, zastępca zarządzającego oddziałem gospodarki wiejskiej i przemysłu paszowego Mohylewskiego Komitetu Obwodowego Komunistycznej Partii Białorusi (KPB), pierwszy sekretarz Kościukowickiego Komitetu  Rejonowego KPB, przewodniczący Kościukowickiej Rejonowej Rady Deputowanych, przewodniczący Kościukowickiego Rejonowego Komitetu Wykonawczego, wiceprzewodniczący i przewodniczący Komitetu ds. Gospodarki Wiejskiej Mohylewskiego Obwodowego Komitetu Wykonawczego, wicedyrektor ds. pracy informacyjno-wychowawczej zakładu samochodowego im. S. Kirowa, przewodniczący Orszańskiego Rejonowego Komitetu Wykonawczego.
16 listopada 2004 roku został deputowanym do Izby Reprezentantów Zgromadzenia Narodowego Republiki Białorusi III kadencji z Tołoczyńskiego Okręgu Wyborczego Nr 31. Pełnił w niej funkcję zastępcy przewodniczącego Stałej Komisji ds. Praw Człowieka, Stosunków Narodowościowych i Środków Masowego Przekazu. 27 października 2008 roku został deputowanym do Izby Reprezentantów IV kadencji z Orszańskiego-Dnieprowskiego Okręgu Wyborczego Nr 27. Pełnił w niej tę samą funkcję w tej samej komisji. Od 13 listopada 2008 roku był członkiem Narodowej Grupy Republiki Białorusi w Unii Międzyparlamentarnej. Jego kadencja w Izbie Reprezentantów zakończyła się 18 października 2012 roku. Był także deputowanym do Zgromadzenia Parlamentarnego Związku Białorusi i Rosji. Pełnił w nim funkcję przewodniczącego Komisji ds. Ekologii, Gospodarki Środowiskowej i Likwidacji Skutków Awarii.

## Odznaczenia
- Order Honoru;
- Gramota Pochwalna Zgromadzenia Narodowego Republiki Białorusi;
- Gramota Pochwalna Zgromadzenia Parlamentarnego Związku Białorusi i Rosji;
- Order Świętego Równego Apostołom Księcia Włodzimierza (Rosyjski Kościół Prawosławny)[1].

## Życie prywatne
Żonaty, ma syna, córkę i czworo wnucząt.